# Félix Éboué

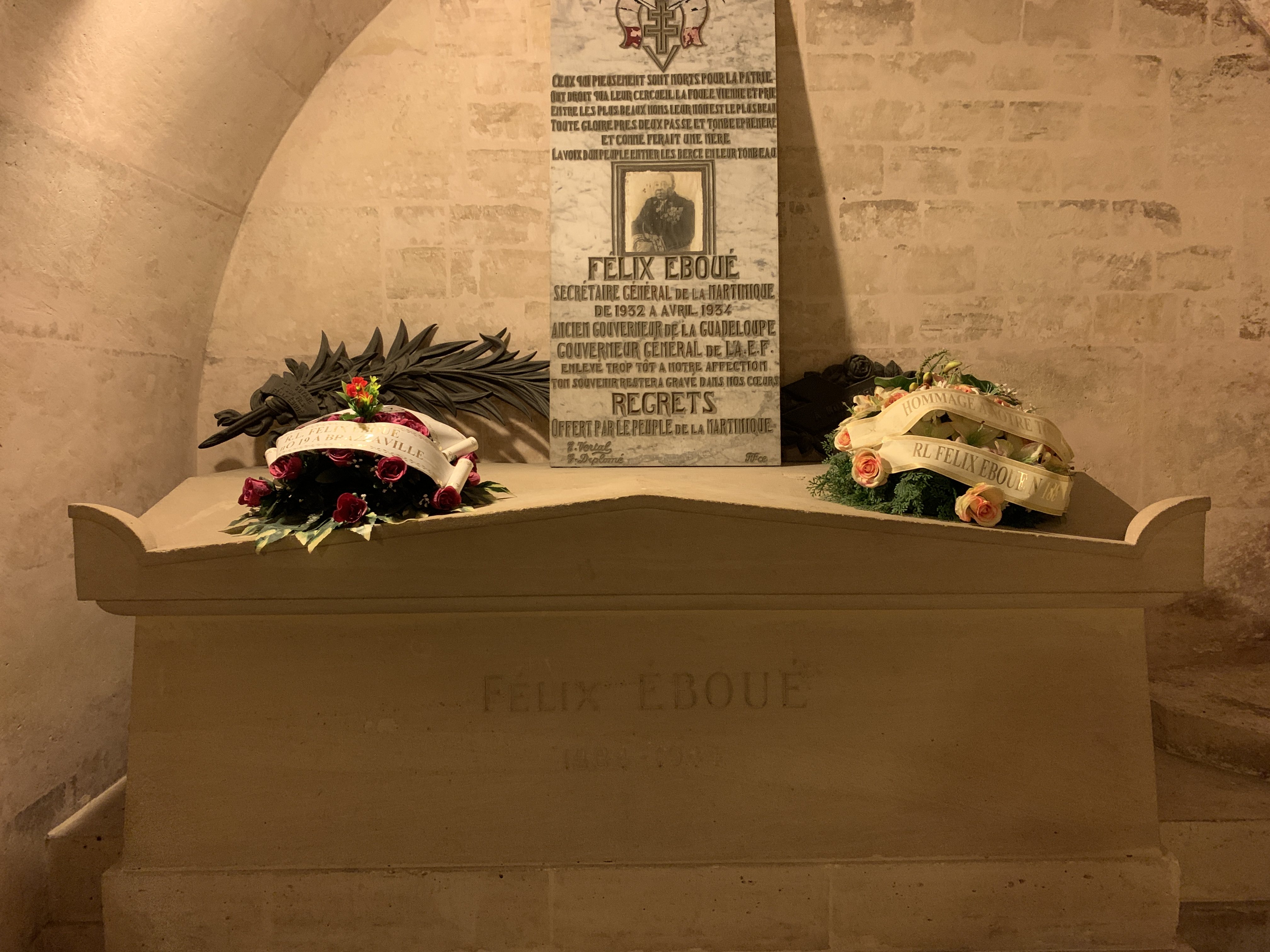
Sarkofag Félixa Éboué w paryskim Panteonie

Félix Éboué (ur. 26 grudnia 1884 w Kajennie, zm. 17 maja 1944 w Kairze) – francuski administrator kolonialny, pierwszy czarnoskóry francuski gubernator.

## Życiorys
Urodził się w Gujanie Francuskiej, w wielodzietnej rodzinie górnika i właścicielki sklepu spożywczego. W październiku 1901 uzyskał stypendium i rozpoczął naukę w Lycée Montaigne w Bordeaux. W 1906 rozpoczął studia w École coloniale w Paryżu. W 1908 na własną prośbę został skierowany do pracy w administracji Francuskiej Afryki Równikowej. 
Na początku 1909 przybył do Brazzaville i nalegał na przydział do Ubangi-Szari, gdzie został mianowany zastępcą administratora kolonii. Od 1912 był administratorem w okręgu Demara. W 1914 próbował wstąpić do wojska, jego prośbę jednak odrzucono. Następnie był administratorem Bangi. W 1918 został przydzielony do okręgu Ouaka, a trzy lata później do Bas Mbomou. W 1922 wziął w Gujanie ślub z Eugénie Tell, w tym samym roku został także wolnomularzem.
W 1923 został administratorem Bangassou, a od 1927 ponownie pracował w Ouaka. W 1928 wstąpił do Ligi Praw Człowieka. Podczas swojej dwudziestoletniej pracy w Afryce Środkowej angażował się w rozwój kultury oraz lokalnych tradycji. Napisał kilka prac na temat języka i zwyczajów mieszkańców Ubangi.
W 1931 brał udział w międzynarodowym kongresie etnograficznym zorganizowanym w ramach wystawy światowej w Paryżu. W 1932 został mianowany sekretarzem generalnym rządu Martyniki i kilkukrotnie zastępował tamtejszego gubernatora podczas jego nieobecności. Od kwietnia 1934 roku pełnił tę samą funkcję w Sudanie Francuskim. W 1936 został mianowany pełniącym obowiązki gubernatora Gwadelupy. Podczas jego pracy w Gwadelupie udało mu się uspokoić niepokoje społeczne, ustabilizować finanse publiczne oraz wprowadzić reformy socjalne.
W lipcu 1938 został mianowany gubernatorem Czadu, gdzie przybył 4 stycznia 1939 roku. Rozpoczął prace nad poprawą infrastruktury transportowej i wojskowej na zarządzanym przez siebie terenie. Po upadku Francji zadeklarował pełne poparcie dla generała Charles’a de Gaulle′a. W sierpniu do Czadu przybyli René Pleven i Jean Colonna d’Ornano, w których towarzystwie wraz z dowódcą wojskowym Pierre Marchandem zadeklarował przyłączenie się Czadu do Wolnych Francuzów. Przez władze Francji Vichy został zaocznie skazany na śmierć. 
W 1940 został mianowany gubernatorem Francuskiej Afryki Równikowej i członkiem Francuskiego Komitetu Narodowego. W styczniu 1941 roku otrzymał Order Wyzwolenia i został członkiem kapituły tego odznaczenia. W lipcu 1942 roku na jego wniosek generał de Gaulle podpisał trzy dekrety regulujące status afrykańskich notabli i powołujące urzędy pracy. 
Na przełomie stycznia i lutego 1944 roku brał udział w konferencji w Brazzaville, podczas której debatowano nad sprawami francuskich kolonii. 16 lutego 1944 opuścił Brazzaville, wraz z żoną i córką udając się w podróż do Egiptu. W Egipcie działał w celu wypracowania porozumienia między Francuskim Komitetem Wyzwolenia Narodowego a rządem Mustafy an-Nahhasa.
Na początku maja 1944 zachorował. Zmarł 17 maja 1944 z powodu zatorowości płucnej. 20 maja 1949 został pochowany w Panteonie w Paryżu. Był pierwszym czarnoskórym Francuzem pochowanym w tym miejscu.

## Odznaczenia
Został odznaczony następującymi odznaczeniami:
- Oficer Legii Honorowej
- Order Wyzwolenia
- Medal Kolonialny

## Upamiętnienie
W Kajennie znajduje się poświęcone mu muzeum oraz pomnik. Od 2012 jego imię nosi port lotniczy w Kajennie.
W 12. dzielnicy Paryża znajduje się plac jego imienia, w tej samej dzielnicy znajduje się także ulica upamiętniająca jego żonę. Poza tym, w Paryżu znajduje się także stacja metra upamiętniająca go i generała Pierre Daumesnila.